# Rochester (Indiana)
Pour les articles homonymes, voir Rochester.
La ville de Rochester est le siège du comté de Fulton, dans l'Indiana, aux États-Unis. Sa population était de 6 218 habitants lors du recensement de 2010.

## Célébrités liées à la ville

### Naissances
- L'acteur Elmo Lincoln, en 1889.
- Le plasticien John Chamberlain, en 1927.
- L'écrivain Gene DeWeese, en 1934.
- L'actrice Nicole Anderson, en 1990.

## Source
- (en) Cet article est partiellement ou en totalité issu de l’article de Wikipédia en anglais intitulé « Rochester, Indiana » (voir la liste des auteurs).